# Duingt
Duingt és un municipi francès situat al departament de l'Alta Savoia i a la regió d'Alvèrnia-Roine-Alps, a la riva esquerra del lac d'Annecy. L'any 2018 tenia 998 habitants.

## Història
La primera ocupació de l'home es remunta a l'edat del bronze, del 1400 aC al 700 aC. En l'època prehistòrica emergeix l'illa de Roselet, un escull rocós format per una prolongació del mont Taillefer rodejat d'aigua, on s'han trobat restes datades cap al -900 aC, corresponent a l'edat de bronze final.
Els celtes van ocupar llavors la roca, seguits pels romans que van construir un castrum. La toponímia revela que el nom d'aquesta ciutat fa referència al terme celta "Don", que significa túmul fortificat, de manera que la seva posició va ser important durant l'ocupació romana i després feudal per controlar la carretera que travessa la falla del mont Taillefer. La carretera romana (que porta d'Annecy a Faverges: Boutae a Casuaria), és una carretera que porta de Roma a Ginebra pel Col du Petit Saint-Bernard.
L'any 448, Germain, bisbe d'Auxerre, va prendre la carretera romana pel poble per arribar a Roma per defensar la causa dels bretons amb el papa i l'emperador. Va morir aquell any i fou canonitzat amb el nom de St Germain l'Auxerrois.
A l'edat mitjana, els dos castells, el Châteauvieux i el Châteauneuf, van permetre als cavallers de Duin enriquir-se gràcies als drets de passatges per carretera i marítims (drets de pesca). La ciutat pertanyia al comtat de Ginebra, i més particularment al pagus minor Albanensis (albanesos). Els de Duin o Duyn van aparèixer al segle xi, eren senyors de Duin i vassalls dels comtes de Ginebra. Al segle xiv, la família Duin es va convertir en senyor de Val d'Isère. Aquesta família domina la regió abans de desaparèixer al segle XVI. Una branca més jove porta el títol de vescomte de Tarentaise i Val d'Isère. Els seus vassalls més propers són els senyors de Dhéré.
La Maladière va ser un establiment benèfic destinat a acollir els leprosos primer i després a altres pacients al llit. Construïda lluny de qualsevol habitatge, al segle xiv pels monjos de Talloires, la seva activitat va arribar al màxim durant l'epidèmia de pesta del 1585-1588. L'activitat sanitària va disminuir i diversos edificis van ser destruïts al segle xviii, inclosa la capella de Sant Jacques.
Es va descobrir un jaciment de lignit de 12 km de llarg a la muntanya d'Entrevernes, sobre el poble de Maisons, part del municipi de Duingt. S'explotarà fins al 1880. El lignit es va transportar amb trineus fins al llac i després en vaixell fins a Annecy per proporcionar matèria primera per a la manufactura d’Annecy (per a les seves estufes de vapor) i les fargues de Cran (per fer barres. Ferro colat, llençols i estris de cuina). L'explotació del mineral esgotarà els recursos fusters, cosa que obligarà els habitants del poble de Maisons a vestir els seus graners amb escamot, entrellaçant branques de vern, anomenades droblesses, que són avui l'especificitat del poble d’Entrevernes proper.
En el seu moment àlgid, Duingt va ser la capital del cantó del 1793 al 1860, substituïda posteriorment pel cantó d'Annecy al sud.
Al 1903 s'inaugura l'església neogòtica de Saint Germain, patró del poble, el bisbe d'Auxerre. No s'ha de confondre amb St Germain de Talloires que va morir el 1018 i que havia estat tutor de St Bernard de Menthon. Una jove de Duingt, malalta de trastorns neurològics, es curarà en peregrinar a prop de l'ermita de St Germain. Contribuirà a la canonització de Germain de Talloires, la població que es troba a l'altra banda del llac. La nova església de Duingt substitueix una altra església construïda al mateix lloc. Aquesta església construïda prop del llac es molt més gran que la que hi havia a l'emplaçament de l’antic cementiri, al vessant del turó del Taillefer amb vistes al poble, de difícil accés.

## Demografia

### Població
El 2007 la població de fet de Duingt era de 886 persones. Hi havia 318 famílies de les quals 65 eren unipersonals (20 homes vivint sols i 45 dones vivint soles), 90 parelles sense fills, 126 parelles amb fills i 37 famílies monoparentals amb fills.
La població ha evolucionat segons el següent gràfic:
Habitants censats

### Habitatges
Duingt és un municipi urbà pertanyent a la unitat urbana d'Annecy.
El municipi, vorejat per una massa d'aigua interna amb una superfície superior a 1.000 hectàrees, el llac Annecy, també és un municipi costaner. Per tant, s'apliquen disposicions urbanístiques específiques per preservar els espais naturals, els llocs, els paisatges i l'equilibri ecològic de la costa.
L’ús del sòl del municipi està marcat per la importància dels boscos i dels entorns seminaturals (40,4% el 2018), una proporció pràcticament idèntica a la de 1990 (39,5%). El desglossament detallat el 2018 és el següent: boscos (39,5%), aigües continentals (28,5%), zones agrícoles heterogènies (15,3%), zones urbanitzades (10%), praderies (5,9%), arbusts i / o herbacis vegetació (0,9%).
El 2007 hi havia 490 habitatges, 329 eren l'habitatge principal de la família, 137 eren segones residències i 24 estaven desocupats. 308 eren cases i 177 eren apartaments. Dels 329 habitatges principals, 224 estaven ocupats pels seus propietaris, 95 estaven llogats i ocupats pels llogaters i 10 estaven cedits a títol gratuït; 7 tenien una cambra, 23 en tenien dues, 62 en tenien tres, 80 en tenien quatre i 156 en tenien cinc o més. 271 habitatges disposaven pel capbaix d'una plaça de pàrquing. A 123 habitatges hi havia un automòbil i a 188 n'hi havia dos o més.

### Piràmide de població
La piràmide de població per edats i sexe el 2009 era:
| Homes | Edats   | Dones |
| ----- | ------- | ----- |
| 0     | 95 o +  | 0     |
| 0     | 90 a 94 | 4     |
| 0     | 85 a 89 | 0     |
| 0     | 80 a 84 | 4     |
| 12    | 75 a 79 | 4     |
| 8     | 70 a 74 | 16    |
| 20    | 65 a 69 | 0     |
| 12    | 60 a 64 | 24    |
| 8     | 55 a 59 | 12    |
| 28    | 50 a 54 | 24    |
| 56    | 45 a 49 | 28    |
| 44    | 40 a 44 | 76    |
| 20    | 35 a 39 | 20    |
| 32    | 30 a 34 | 20    |
| 24    | 25 a 29 | 32    |
| 20    | 20 a 24 | 0     |
| 40    | 15 a 19 | 52    |
| 28    | 10 a 14 | 20    |
| 28    | 5 a 9   | 48    |
| 8     | 0 a 4   | 28    |

## Economia
El 2007 la població en edat de treballar era de 606 persones, 452 eren actives i 154 eren inactives. De les 452 persones actives 422 estaven ocupades (225 homes i 197 dones) i 30 estaven aturades (15 homes i 15 dones). De les 154 persones inactives 43 estaven jubilades, 63 estaven estudiant i 48 estaven classificades com a «altres inactius».

### Ingressos
El 2009 a Duingt hi havia 333 unitats fiscals que integraven 899 persones, la mediana anual d'ingressos fiscals per persona era de 23.141 €.

### Activitats econòmiques
Dels 47 establiments que hi havia el 2007, 1 era d'una empresa extractiva, 1 d'una empresa alimentària, 11 d'empreses de construcció, 4 d'empreses de comerç i reparació d'automòbils, 11 d'empreses d'hostatgeria i restauració, 2 d'empreses d'informació i comunicació, 1 d'una empresa financera, 5 d'empreses immobiliàries, 6 d'empreses de serveis, 1 d'una entitat de l'administració pública i 4 d'empreses classificades com a «altres activitats de serveis».
Dels 15 establiments de servei als particulars que hi havia el 2009, 1 era un paleta, 4 guixaires pintors, 3 fusteries, 1 lampisteria, 1 electricista, 1 empresa de construcció, 1 perruqueria i 3 restaurants.
L'únic establiment comercial que hi havia el 2009 era una fleca.
L'any 2000 a Duingt hi havia 5 explotacions agrícoles.

## Equipaments sanitaris i escolars
El 2009 hi havia una escola elemental.

## Poblacions més properes
El següent diagrama mostra les poblacions més properes.